# Karawanken
De Karawanken (Sloveens: Karavanke) zijn een bergketen in de Zuidelijke Kalkalpen. Het gebergte vormt de grens van het Oostenrijkse bondsland Karinthië en Slovenië.
De hoogste top is de Hochstuhl (Sloveens: Veliki Stol, 2.238 m). Deze top is zowel van de Oostenrijkse als de Sloveense kant voor wandelaars te bereiken. Aan de Sloveense kant bevindt zich een iets lagere top, de Mali Stol, met de naar de Sloveense nationale dichter genoemde berghut Prešernova koča (Prešeren-hut), die in de zomermaanden bemand is. Het gebergte is aan de noordkant ruig en onbegroeid en aan de zuidkant is het gebergte grasrijk en heeft het groene weiden. Over een groot deel van de bergkam loopt een lange-afstandswandelroute, de "Planinska transversale".
Bij Jesenice bevinden zich een spoortunnel en een autotunnel door dit gebergte.

## Belangrijke passen
Van west naar oost:
- Wurzenpass
- Karawankentunnel (autowegtunnel en spoorwegtunnel)
- Loiblpass
- Seebergsattel

## Belangrijke toppen
Van west naar oost:
- Dreiländereck (Peč)
- Mittagskogel (Kepa) - 2145 m
- Hochstuhl (Veliki Stol) - 2238 m
- Koschutnikturm (Košutnik) - 2136 m